# Wally Heider's Studios

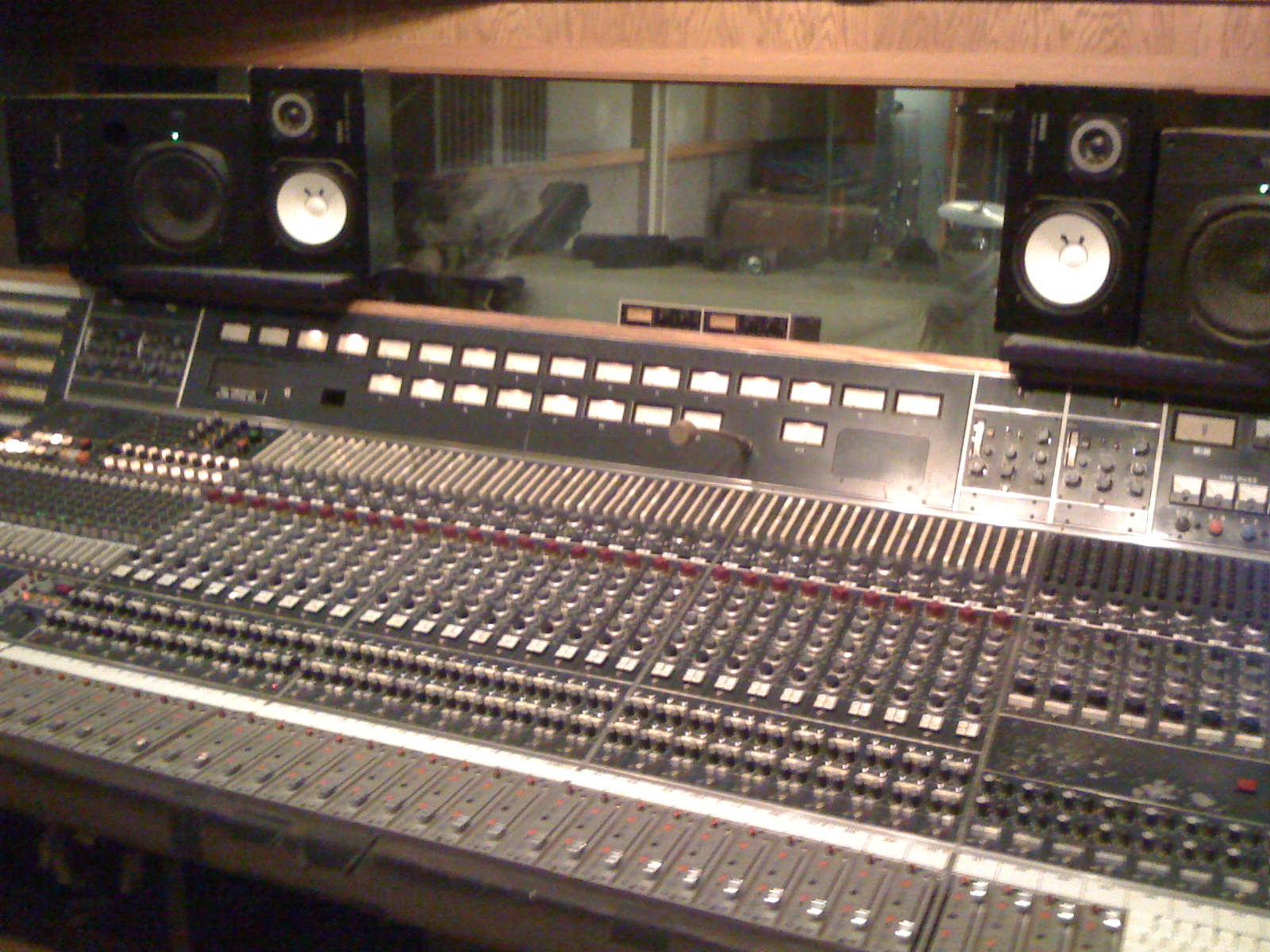
Il Wally Heider's Studios, 245 Hyde Street, San Francisco, California

Il Wally Heider Studios è stato uno studio di registrazione fondato a San Francisco nel 1969 dall'ingegnere del suono Wally Heider. Nell'intervallo dell'attività, tra il 1969 e il 1980, numerosi artisti di spicco hanno registrato negli studi, tra cui Creedence Clearwater Revival, Jefferson Airplane, Crosby, Stills, Nash & Young e The Grateful Dead, The Doobie Brothers, Jon Hendricks, ecc.
Nel 1980 lo studio ha cambiato proprietà ed è stato ribattezzato Hyde Street Studios, ed è ancora attivo.

## Storia
Nei primi anni '60 Heider aveva lavorato a Hollywood, come apprendista ingegnere del suono presso gli studi della United Western Recorders di Bill Putnam, in seguito aveva fondato la Wally Heider Recording nella stessa città. 
Nel 1967 era stato al Monterey Pop Festival e dopo aver visto tutti quei nuovi talenti, aveva iniziato a lavorare con CSN nello Studio 3 di Heider a Hollywood dove registrarono l'album Crosby, Stills & Nash nel 1968.
Tuttavia nella primavera del 1969, Heider aprì lo studio a San Francisco, in un edificio, in precedenza utilizzato dalla 20th Century Fox. 
Il primo lavoro uscito dallo Studio C di 245 Hyde è stato Volunteers dei Jefferson Airplane; di seguito Harry Nilsson aveva registrato tutte le sue tracce vocali per l'LP Nilsson Sings Newman per la RCA; ad agosto, fu la volta dell'album Green River dei Creedence. Questi ultimi, tra il 1969 e il 1970, avevano registrato anche gli album Cosmo's Factory e parte di Pendulum.